# Aenictus rotundatus
Aenictus rotundatus är en myrart som beskrevs av Mayr 1901. Aenictus rotundatus ingår i släktet Aenictus och familjen myror.

## Underarter
Arten delas in i följande underarter:
- A. r. guineensis
- A. r. merwei
- A. r. rotundatus